# روبرت ستون
روبرت ستون (بالإنجليزية: Robert Stone)‏ (29 يناير 1749 - 1 يونيو 1820) هو لاعب كريكت بريطاني (وحمل سابقاً جنسية المملكة المتحدة لبريطانيا العظمى وأيرلندا ومملكة بريطانيا العظمى).